# 菲爾·拉馬爾
菲爾·拉馬爾（Phil LaMarr，1967年1月24日—）是美國演員、喜劇演員和作家。拉馬爾是喜劇電視節目《MADtv》的原始演員之一，並以其廣泛的配音演員生涯而聞名。

## 外部連結
- 官方网站
- 菲爾·拉馬爾在互联网电影资料库（IMDb）上的資料（英文）
- Phil LaMarr @ BehindTheVoiceActors （页面存档备份，存于）
- An Audio Interview with Phil LaMarr by SiDEBAR
- Phil LaMarr Interview w/ Legions of Gotham （页面存档备份，存于）